# Vitor Fernandes
John Vitor Ferreira de Sousa (Petrolina, 7 de dezembro de 1996) mais conhecido apenas como Vitor Fernandes, é um cantor e compositor brasileiro.

## Primeiros anos
Nasceu em 7 de dezembro de 1996, numa família humilde no núcleo 06, do Perímetro Irrigado Nilo Coelho, na Zona Rural de Petrolina, no sertão pernambucano, filho de Mauricélio Fernandes. O pai e a mãe são donos de um bar/lanchonete no Projeto N6, onde Vitor cresceu e viveu a sua infância e adolescência. Desde os dez anos trabalhava na roça catando goiaba, cantando desde os seis anos de idade. Durante três anos trabalhou no verdurão do avô. Aos quinze anos seguiu a carreira de forma mais profissional, tendo como primeiro grande incentivador o seu pai. Vitor afirma ter sido sempre apaixonado por cantar, e mesmo enquanto apanhava goiaba "ficava no meio das plantações cantando sem parar".

## Discografia

### Álbuns
- Diferente de Tudo (2021)
- Incomparável (2022)
- Seresta do Vf (2023)

## Carreira musical
Vitor Fernandes é considerado um dos responsáveis pelo crescimento da popularidade do piseiro, variação da pisadinha com batida mais rápida e proposta de dança solo. O músico explica a autoatribuição do título de "Rei do Piseiro" por ter sido um dos primeiros a acreditar no sucesso do ritmo do piseiro.
Vítor Fernandes trabalhava colhendo goiabas na região de Petrolina, quando foi descoberto pelo empresário Jeovane Guedes.  Começou a carreira no género arrocha,  iniciando-se no piseiro em março de 2019, com 22 anos. Em novembro do mesmo ano alcançava uma média de 20 shows por mês, e gerando emprego e renda diretamente para quinze famílias pernambucanas com o seu trabalho musical. Nessa data somava mais de dezoito milhões de visualizações no YouTube.
Em janeiro de 2019, uma sua amiga, de nome Luiza, postou a música “Bebe Vem Me Procurar" num status de WhatsApp. Vitor Fernandes gostou e decidiu gravar, adaptando ao seu estilo musical próprio, produzindo ele mesmo o vídeo a 22 desse mês, gravado no próprio chão do quarto da mãe. O video viralizou nas redes sociais, motivando o convite de Wesley Safadão para a gravação duma parceria do hit, com vídeo gravado em Fortaleza, nos estúdios do músico cearense. O clipe alcançava os treze milhões de visualizações em dezembro de 2020. Em junho desse ano o hit foi escolhido como melhor música do ano 2019 do São João de Petrolina, estando no repertório de quase todas as atrações da festa, batendo músicas de artistas consagrados como Gustavo Lima, Gabriel Diniz e Xand Avião.
Em novembro de 2019, esteve em Fortaleza, para gravar um especial da cantora Márcia Fellipe, o DVD "Piseiro, Churrasco & Paredão", participando na faixa "A Culpa É do Amor", que se tornou um hit.
Outro hit do cantor, o videoclipe "Rei do Piseiro (Joga Água)", foi gravado no sertão de Petrolina, com cenas focando na dança e na forte poeira levantada com o forró, com produção integrada pelos influenciadores digitais Galeguinho das Encomendas e Bigode Caruaru. O vídeo, disponível no canal de YouTube de Vítor Fernandes, contava em novembro de 2019 com três milhões de visualizações.
A 4 de fevereiro de 2021, lançou o álbum "Piseiro Apaixonado" em todas as plataformas digitais. O trabalho tem produção de Arine Ferreira e Arine Music, com onze faixas inéditas, entre as quais, "Vou falar que não quero", "Aliança", "Me Chama", "Nem Você nem eu", "Mil Esquemas", "Cafetão", "Me doi te ver sem mim", "Privado", "Quem é que faz", "Minha dengosa" e "4 da Manhã".

## Vida pessoal
Vítor Fernandes considera-se uma pessoa religiosa, fazendo sempre o sinal da cruz antes de subir ao palco "como forma de agradecimento [a Deus] e gratidão por estar fazendo o que eu amo".